# Acrapex brunneosa
Acrapex brunneosa là một loài bướm đêm trong họ Noctuidae.